# Benci

Ritratto di Ginevra de' Benci, opera di Leonardo da Vinci (Washington, National Gallery of Art): Ginevra de' Benci, appartenente a una stirpe di banchieri, è certamente il membro più celebre di tutti coloro che portarono il cognome Benci.

Sotto il cognome Benci si ricordano varie famiglie, che furono distinte tra loro, ma furono comunque tutte originarie e residenti in Toscana, specialmente nella città di Firenze.
Qui di seguito vi si trova un elenco delle varie famiglie Benci, con brevi informazioni sul quartiere e il gonfalone fiorentini di residenza, il proprio stemma araldico (se conosciuto), i relativi membri illustri e incarichi pubblici (se ce ne furono), e la data di estinzione (se conosciuta).

## Benci Bicchierai
Questa famiglia Benci, detta Benci Bicchierai, fioriva nel XIV secolo e risiedeva nel quartiere di Santa Maria Novella.
Lo stemma araldico di questa famiglia non si conosce.
La famiglia godette per due volte del Priorato e il primo priore fu Giovanni di Bencio nel 1380.

## Benci Guernieri

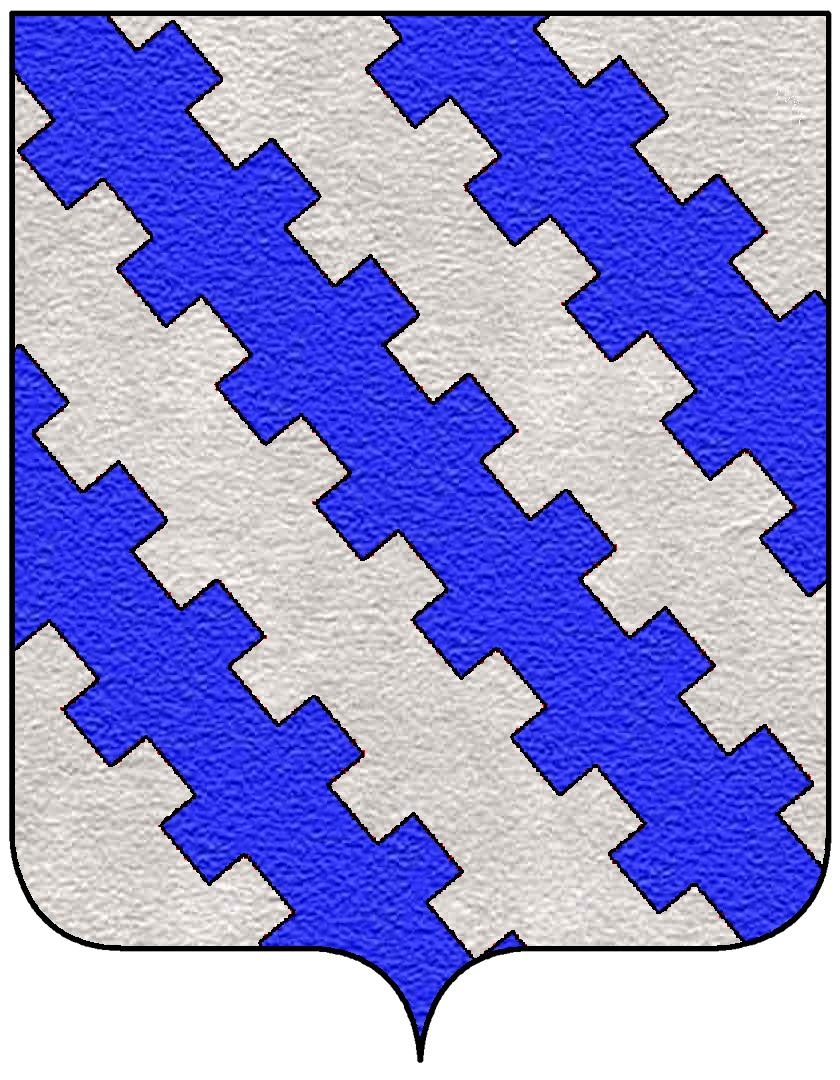
Stemma araldico dei Benci Guernieri

Questa famiglia Benci viene distinta col patronimico Benci Guernieri ed era residente nel gonfalone del Drago del quartiere di Santo Spirito.
Lo stemma araldico di questa famiglia corrispondeva alla seguente blasonatura: D'argento, a tre bande doppiomerlate d'azzurro. Una variante del testo di blasonatura può essere anche bandato doppiomerlato d'argento e d'azzurro, ma comunque corrisponde de facto allo stesso stemma.

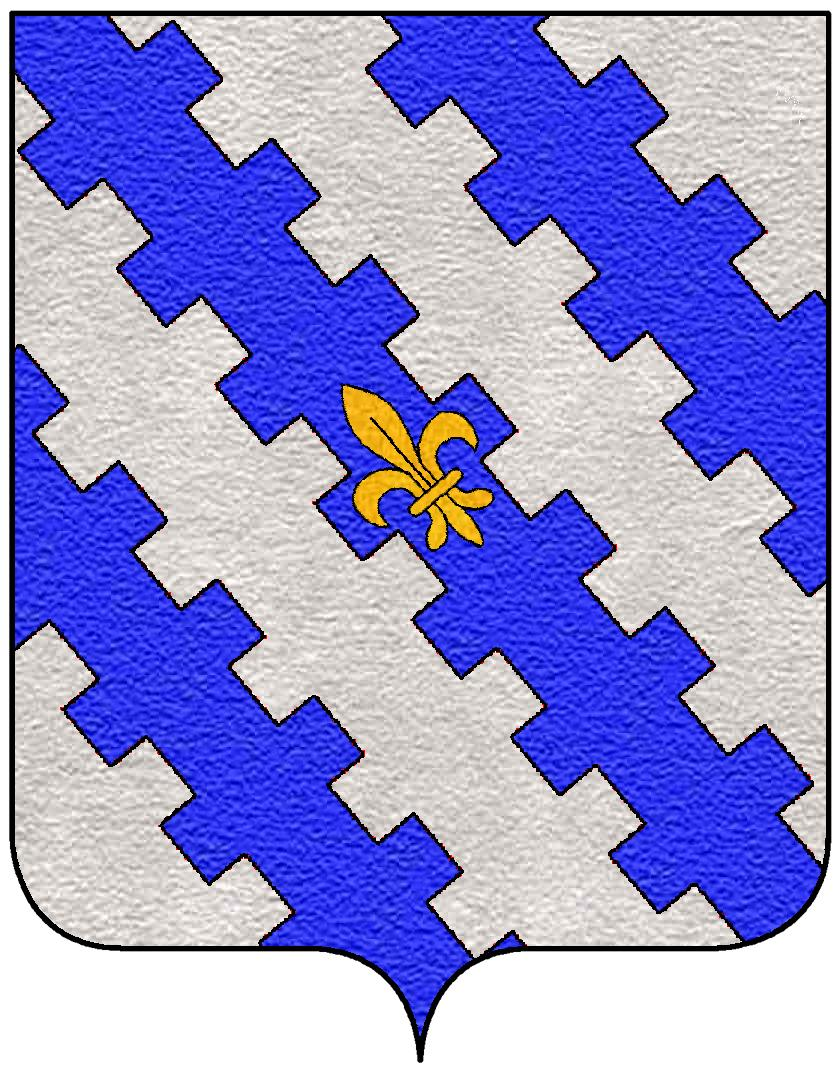
Variante dello stemma araldico dei Benci Guernieri

Ancora, una variante del precedente stemma con l'aggiunta di un giglio araldico in cuore pare che sia dovuta alla precedente concessione di Renato d'Angiò, re di Napoli, ad Antonio Benci, priore nel 1438 e 1442 e commissario di Pisa nel 1453. La blasonatura completa è: D'argento, a tre bande doppiomerlate d'azzurro con il pezzo centrale caricato di un giglio d'oro.
I membri appartenenti a questa famiglia goderono per sei volte del Priorato. Il primo priore fu Ciriaco di Guerniero nel 1369. Si estinsero con Francesco di Raffaello Benci Guernieri, che morì a 88 anni il 3 settembre del 1632 e lasciò erede l'Oratorio dei Buonomini di San Martino.

## Benci Taddei

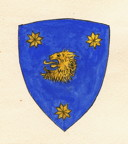
Stemma araldico dei Benci Taddei

Questa famiglia Benci viene distinta col patronimico Benci Taddei ed era residente sia nel gonfalone dell'Unicorno del quartiere di Santa Maria Novella sia nel gonfalone del Lion d'Oro del quartiere di San Giovanni.
Lo stemma araldico di questa famiglia corrispondeva alla seguente blasonatura: D'azzurro, alla testa di leone d'oro, accompagnata da tre stelle a otto punte dello stesso, due in capo e una in punta". Una variante poteva avere il campo dello scudo di rosso e non d'azzurro.
I membri appartenenti a questa famiglia goderono per tre volte del Priorato. Fecero parte di questa famiglia il mercante, poeta e scrittore tre-quattrocentesco Lorenzo di Giovanni di Taddeo Benci e i suoi figli mercanti e cultori di letteratura come lui (Tommaso, Giovanni, Filippo e Jacopo).
Si estinsero con la morte di Taddeo di Giovanni Battista Benci Taddei, che morì nel 1613.

## Benci del Pollaiolo

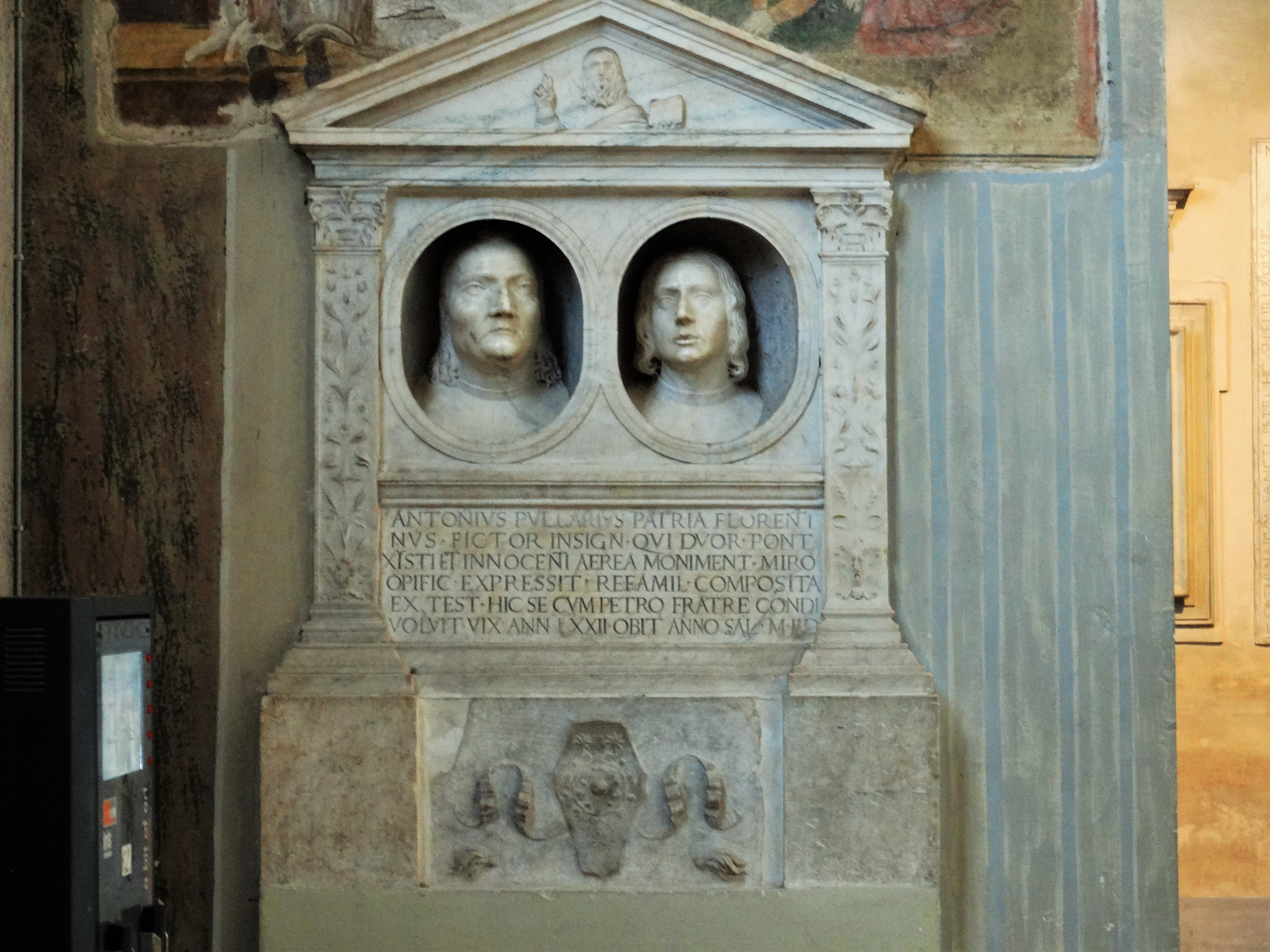
Uno stemma araldico, quello con ghirlanda, è visibile alla base della tomba dei fratelli Antonio e Piero del Pollaiolo

Questa famiglia Benci divenne nota come Benci del Pollaiolo o Del Pollaiolo o semplicemente Pollaiolo (talvolta anche Pollaiuolo). Il soprannome, poi divenuto cognome, derivava dalla professione familiare di venditore di pollame, il "pollivendolo" o "pollaiolo", per l'appunto.
Questa famiglia era residente nel gonfalone del Drago del quartiere di Santo Spirito.
Dei due stemmi appartenuti a questa famiglia e conosciuti sino ai giorni odierni se ne riporta solamente la composizione e non il colore degli smalti araldici. Tuttavia, vista la notevole diversità tra essi, non è chiaro se questi due stemmi appartenessero alla stessa famiglia o fossero essi stessi distinzione di due famiglie omonime. Uno di essi corrispondeva alla seguente blasonatura: 'Di […], al destrocherio di carnagione vestito di […], impugnante un albero sradicato di […]; questo stemma è riportato dal celebre Sepoltuario Fiorentino di Stefano Rosselli. L'altro, invece, corrispondeva a quest'altra blasonatura: Di […], alla ghirlanda di […], racchiudente una palla di […], e accompagnata da tre stelle a otto punte di […], due in capo e una in punta; quest'ultimo è, ad esempio, lo stemma visibile tutt'oggi sulla tomba dei fratelli artisti Del Pollaiolo, scolpita da Luigi Capponi e situata nella Basilica di San Pietro in Vincoli a Roma.
Fecero parte di questa famiglia importanti artisti del Rinascimento, ovvero: il celebre pittore, scultore, incisore e orafo Antonio del Pollaiolo, suo fratello il pittore Piero del Pollaiolo e il celebre architetto Simone del Pollaiolo, detto "il Cronaca".

## Benci del Sanna

### Benci di San Giovanni e Santa Croce

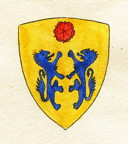
Stemma araldico dei Benci del Sanna

Questa famiglia Benci viene distinta come Benci del Sanna, dal nome del primo priore della famiglia nel 1302, Sanna Benci. Era residente nel gonfalone del Drago del quartiere di San Giovanni.
Lo stemma araldico di questa famiglia corrispondeva alla seguente blasonatura: D'oro, a due leoni affrontati d'azzurro, accompagnati da una rosa di rosso". Una variante del testo di blasonatura può essere anche: D'oro, a due leoni affrontati d'azzurro, accompagnati da un ramo di rosaio al naturale, fiorito di un pezzo di rosso, ma comunque corrisponde de facto allo stesso stemma.

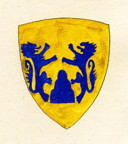
Altro stemma araldico dei Benci del Sanna

Si divisero in varie consorterie e un ramo di questa famiglia, sempre indicato come Benci del Sanna, era invece residente nel gonfalone del Lion Nero del quartiere di Santa Croce. Il loro stemma, simile a quello precedentemente descritto, corrispondeva alla seguente blasonatura: D'oro, a due leoni affrontati d'azzurro, ascendenti un monte di sei cime dello stesso.
I membri appartenenti a questa famiglia goderono per moltissime volte del Priorato e furono per tre volte Gonfalonieri di Giustizia. Fecero parte di questa famiglia il banchiere e politico Giovanni di Amerigo di Simone di ser Donato de' Benci, suo figlio il banchiere, politico e mecenate Amerigo de' Benci e sua nipote Ginevra de' Benci, la celebre dama immortalata da Leonardo da Vinci in un altrettanto celebre ritratto.
Si estinsero con la morte di Anton Francesco di Domenico Benci, che morì il 16 maggio del 1633 e lasciò erede il Monastero delle Murate, già parecchio beneficiate dalla famiglia in passato.

### Benci di Lapo
Probabilmente, appartennero alla stessa consorteria dei Benci del Sanna i cosiddetti Benci di Lapo, che godettero per tre volte del Priorato e una del Gonfalonierato. Abitavano nel sestiere di San Pancrazio ed erano viventi nel 1342.

## Benci di Cione

Stemma araldico dei Benci di Cione

Questa famiglia Benci, i cui membri furono detti Benci di Cione, era residente in via del Cocomero (oggi via Ricasoli).
Lo stemma araldico di questa famiglia corrispondeva alla seguente blasonatura: D'argento, alla rosa al naturale.
I membri appartenenti a questa famiglia goderono per due volte del Priorato. Si estinsero verso il 1387.

## Benci di Montepulciano

Stemma dei Benci di Montepulciano

Questa famiglia Benci viene distinta come Benci di Montepulciano, per il luogo d'origine. Infatti, era una famiglia originaria della città di Montepulciano (nell'odierna Provincia di Siena), ma la si ritrova anche residente a Firenze nel gonfalone della Vipera del quartiere di Santa Maria Novella.
Lo stemma araldico di questa famiglia corrispondeva alla seguente blasonatura: D'azzurro, alla fascia d'argento accompagnata da tre rose dello stesso.

## Benci di Ser Benci
Questa famiglia Benci, che veniva distinta come Benci di Ser Benci, fioriva nel XIV secolo e risiedeva nel sestiere di Porta San Pietro, precisamente nella parrocchia di San Pier Maggiore.
Lo stemma araldico di questa famiglia non si conosce, né si conosce se furono consorti delle altre famiglie omonime.
La famiglia godette per una volta del Priorato e per due volte del Gonfalonierato. Le cariche furono tutte di Ruggerino di Ser Benci, che divenne Gonfaloniere di Giustizia nel 1310 e 1314, poi priore nel 1315.

## Galleria degli stemmi
Qui di seguito sono riportate le fotografie di alcuni stemmi araldici (delle varie famiglie Benci), che sono presenti sulle facciate o all'interno di vari edifici storici della Toscana:

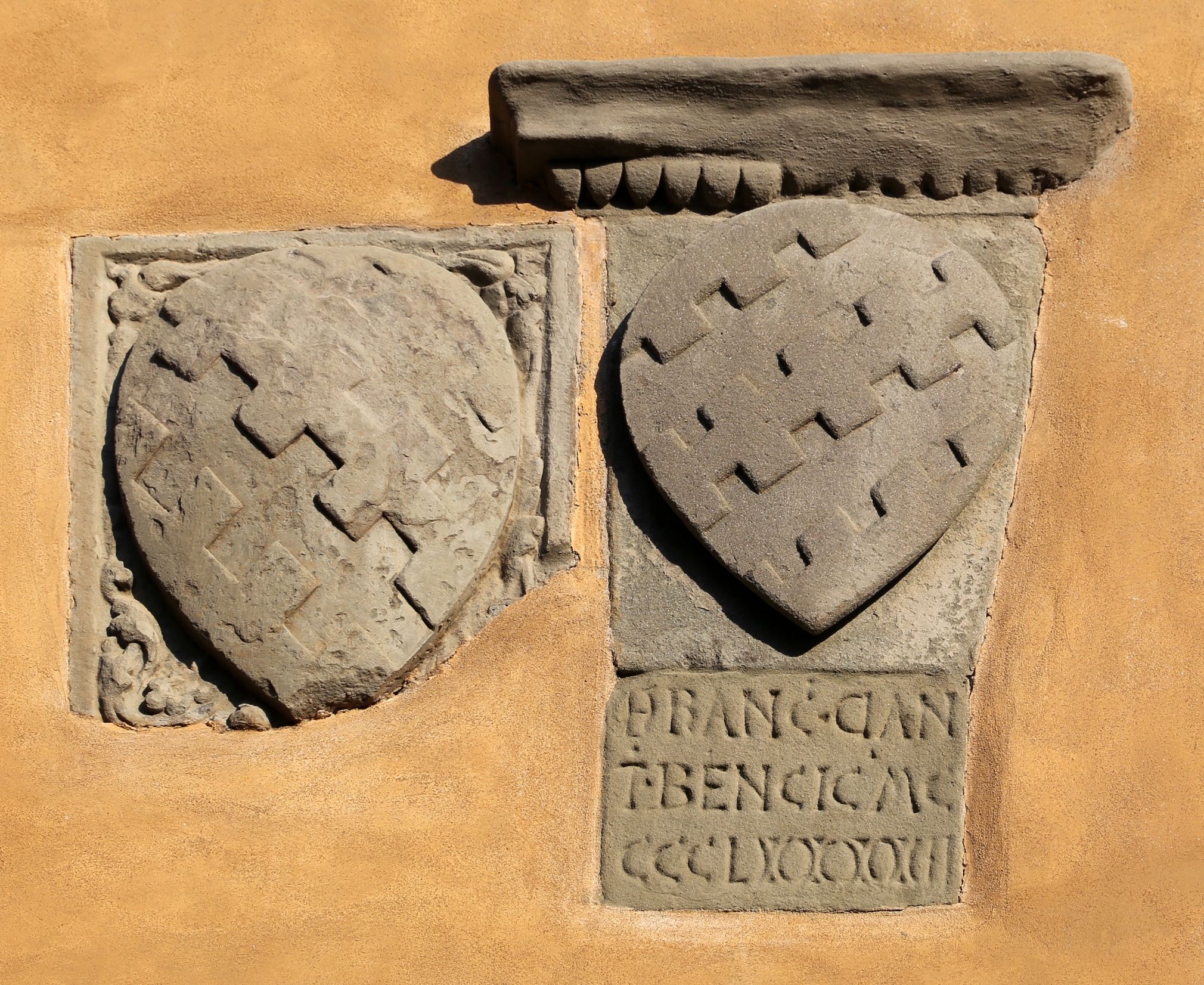
Due stemmi dei Benci sul Palazzo dei Capitani della Montagna di Cutigliano, tra cui quello a destra di Francesco d'Antonio Benci del 1492
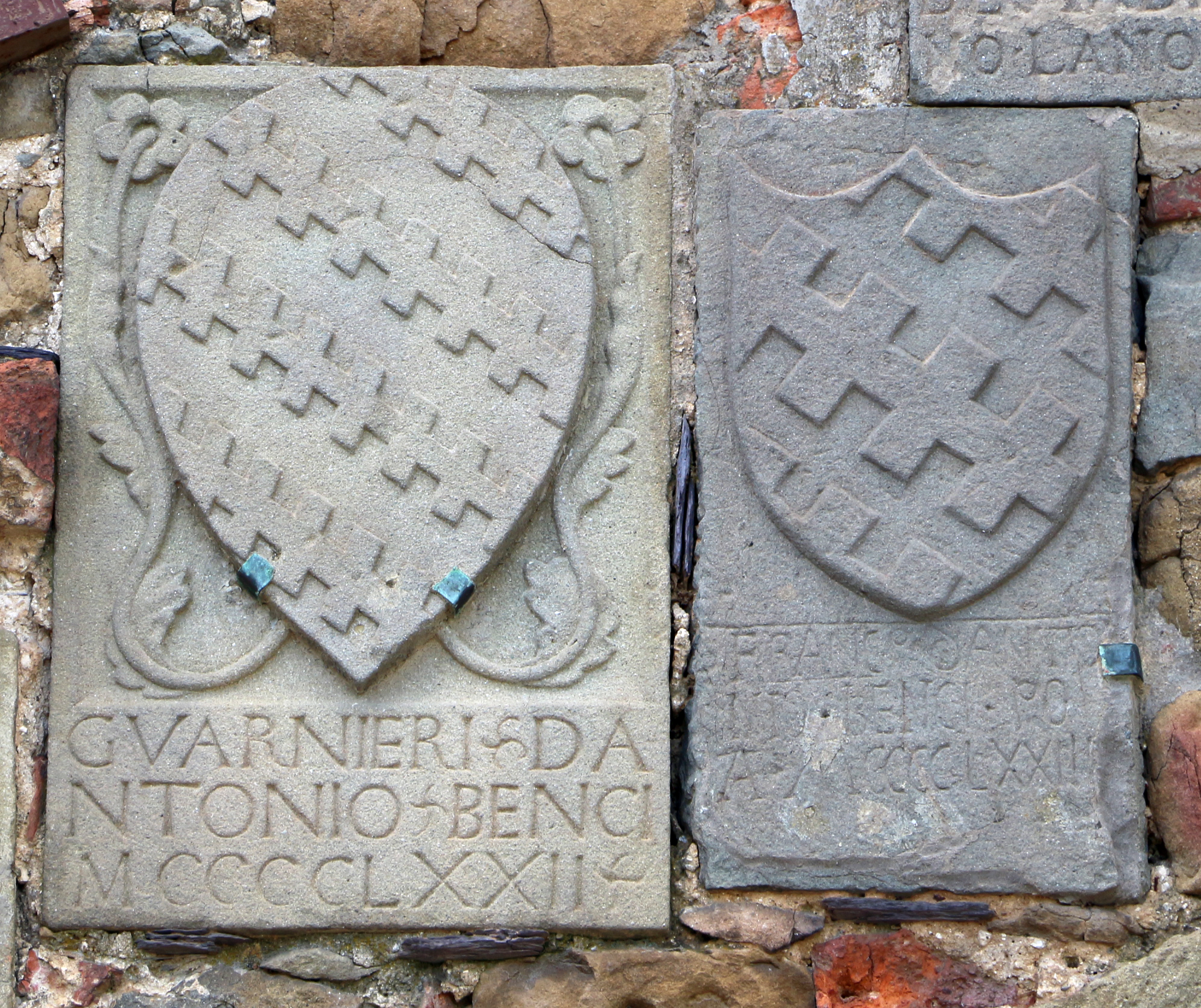
Stemmi sul Palazzo Pretorio di Buggiano Castello di Guarnieri d'Antonio Benci del 1472 (sinistra) e di Francesco d'Antonio Benci del 1473 (destra)
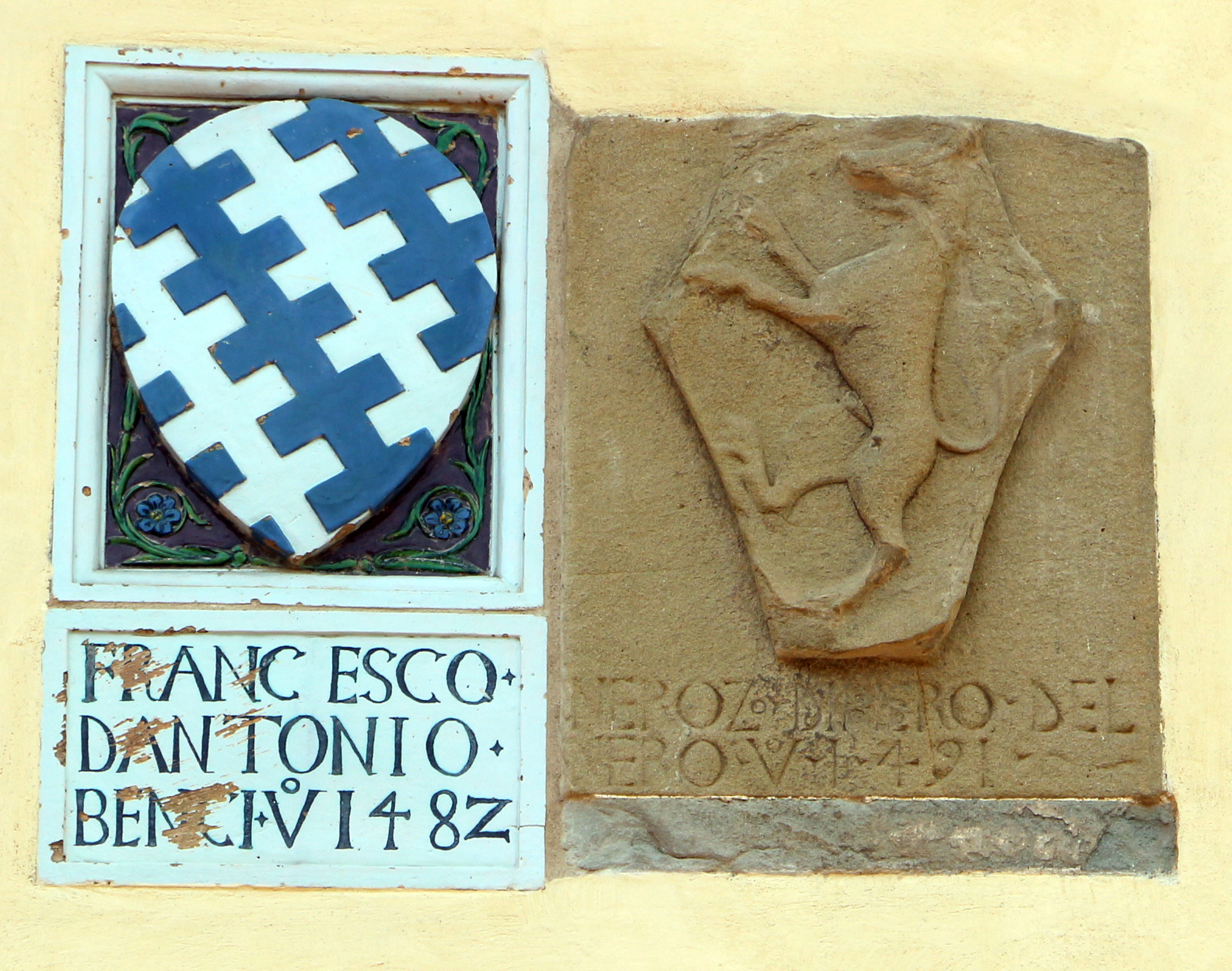
Stemma policromo di Francesco d'Antonio Benci del 1482, accanto a quello di Nerozzo di Piero Del Nero del 1491, sul Palazzo Pretorio di Anghiari
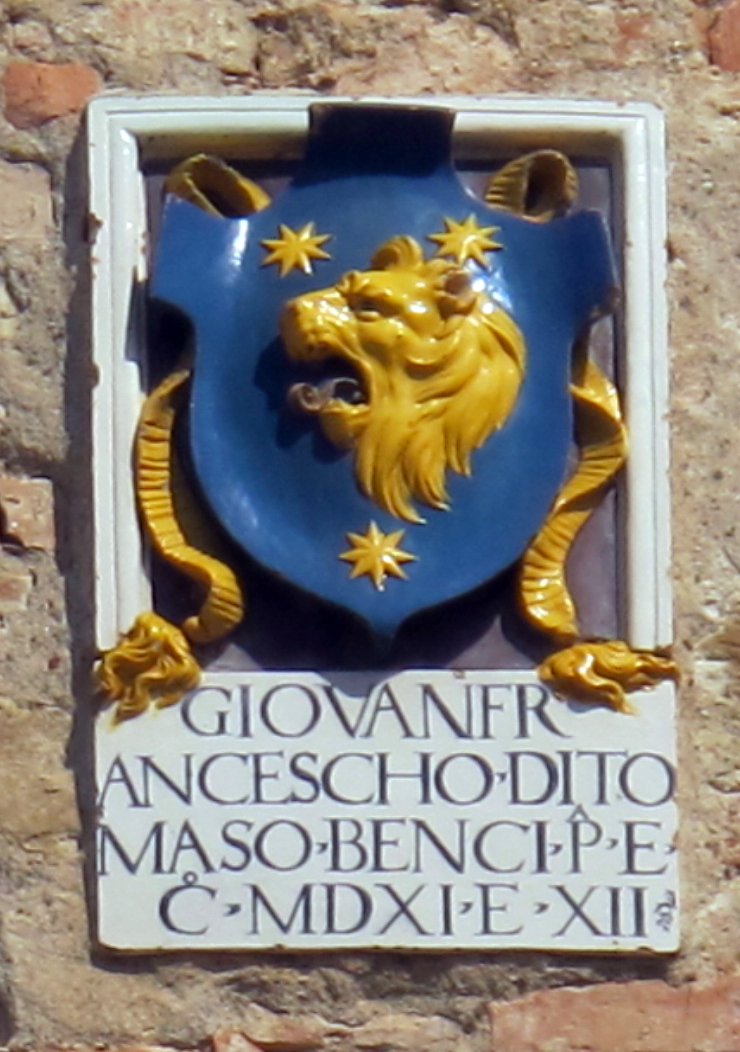
Stemma di un Gianfrancesco di Tommaso Benci sulla facciata del Palazzo Pretorio di Colle di Val d'Elsa
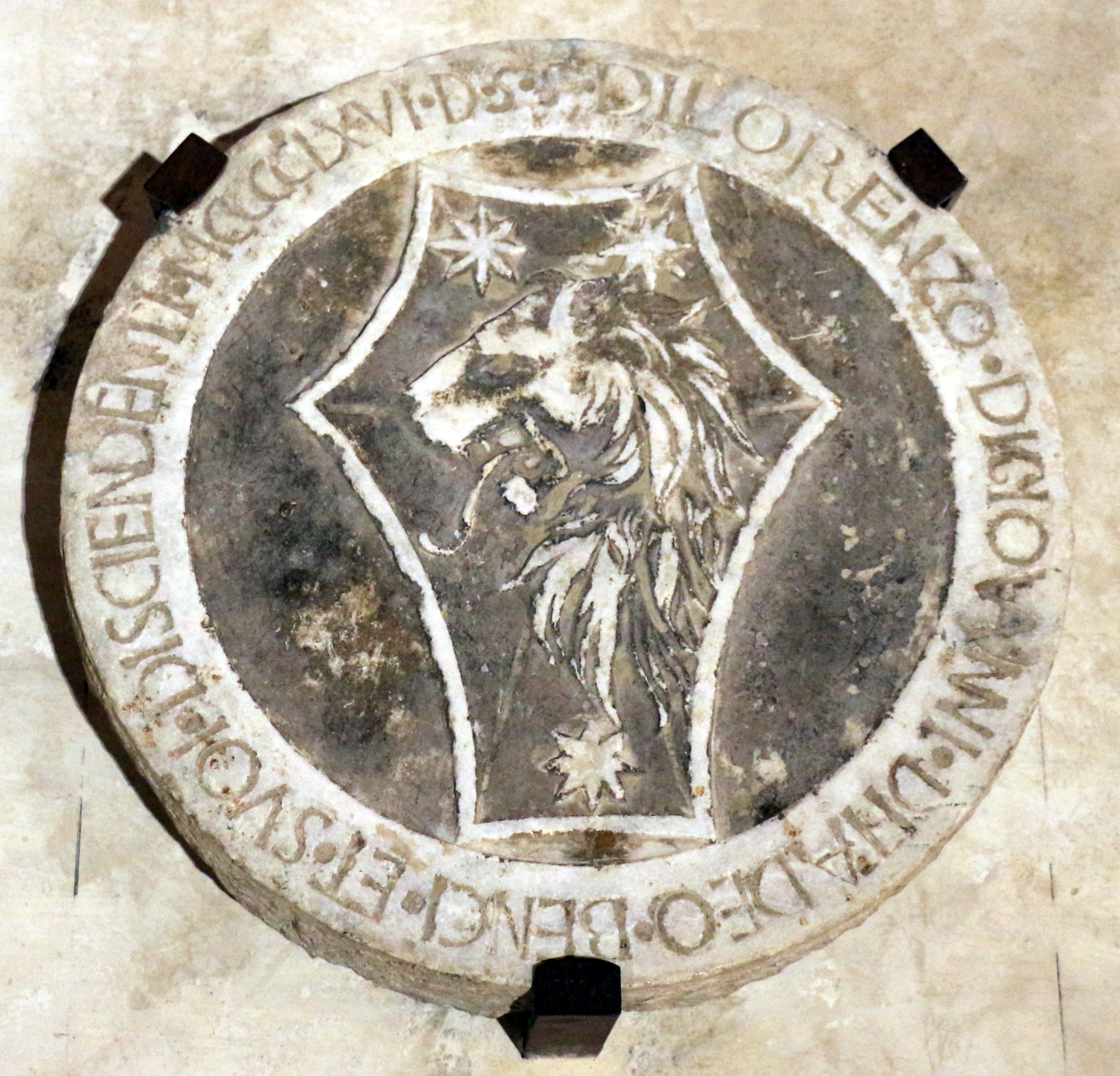
Lastra tombale di Lorenzo di Giovanni di Taddeo Benci e dei suoi discendenti nella cripta della Basilica di San Lorenzo
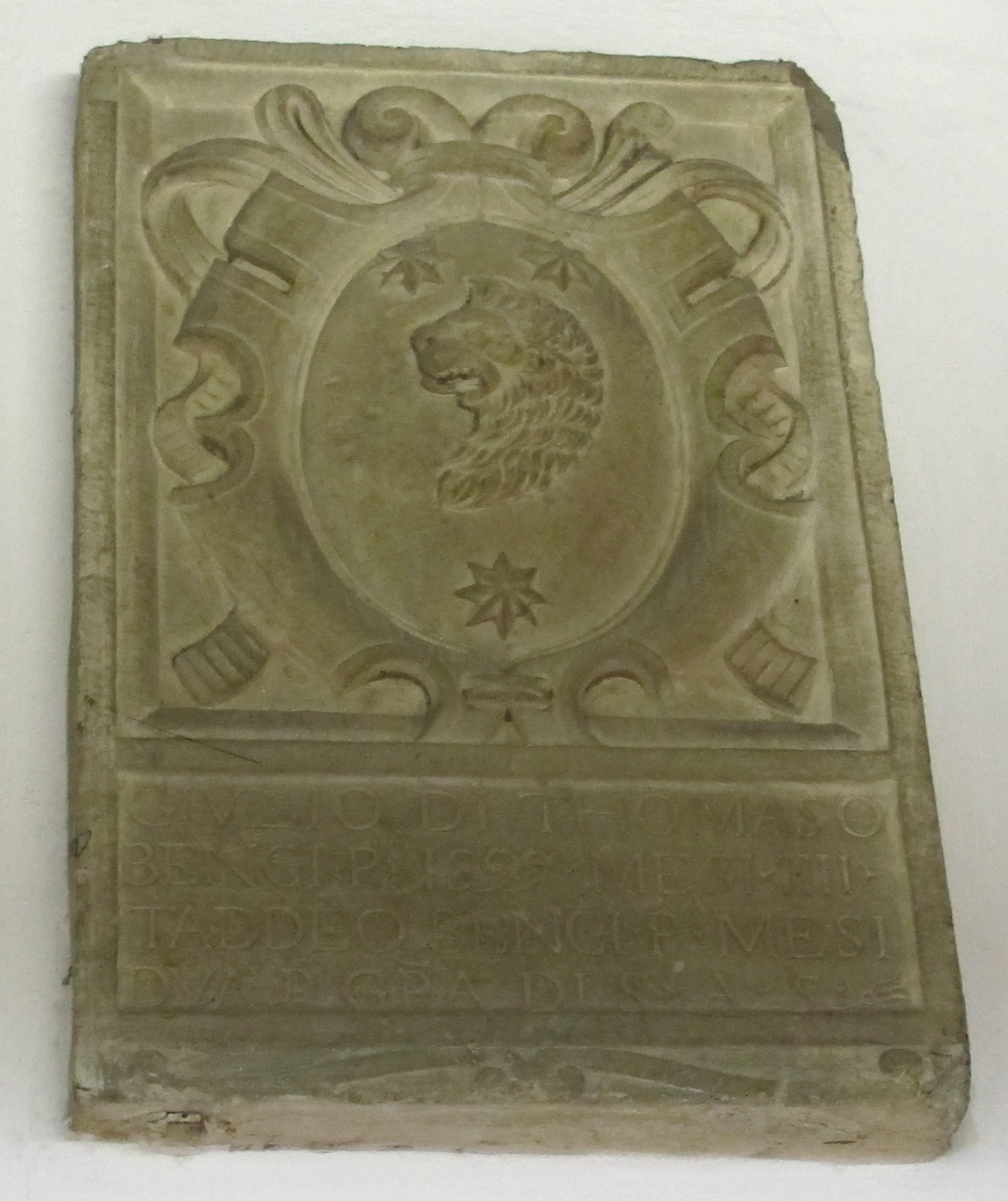
Lapide con stemma di Giulio di Tommaso Benci e Taddeo Benci del 1399 nel Palazzo Pretorio di Fiesole
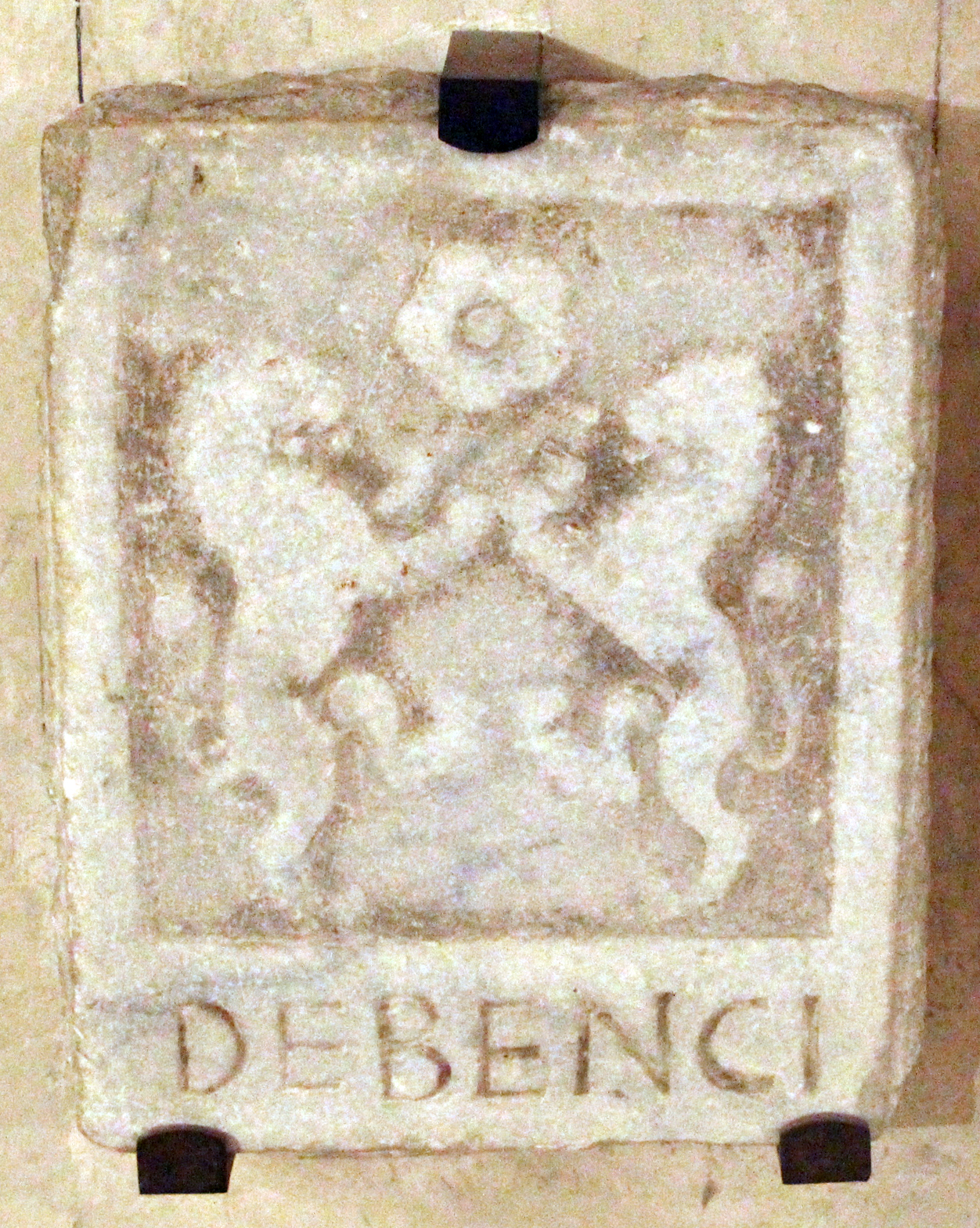
Stemma de' Benci (Benci del Sanna) nella cripta della Basilica di San Lorenzo
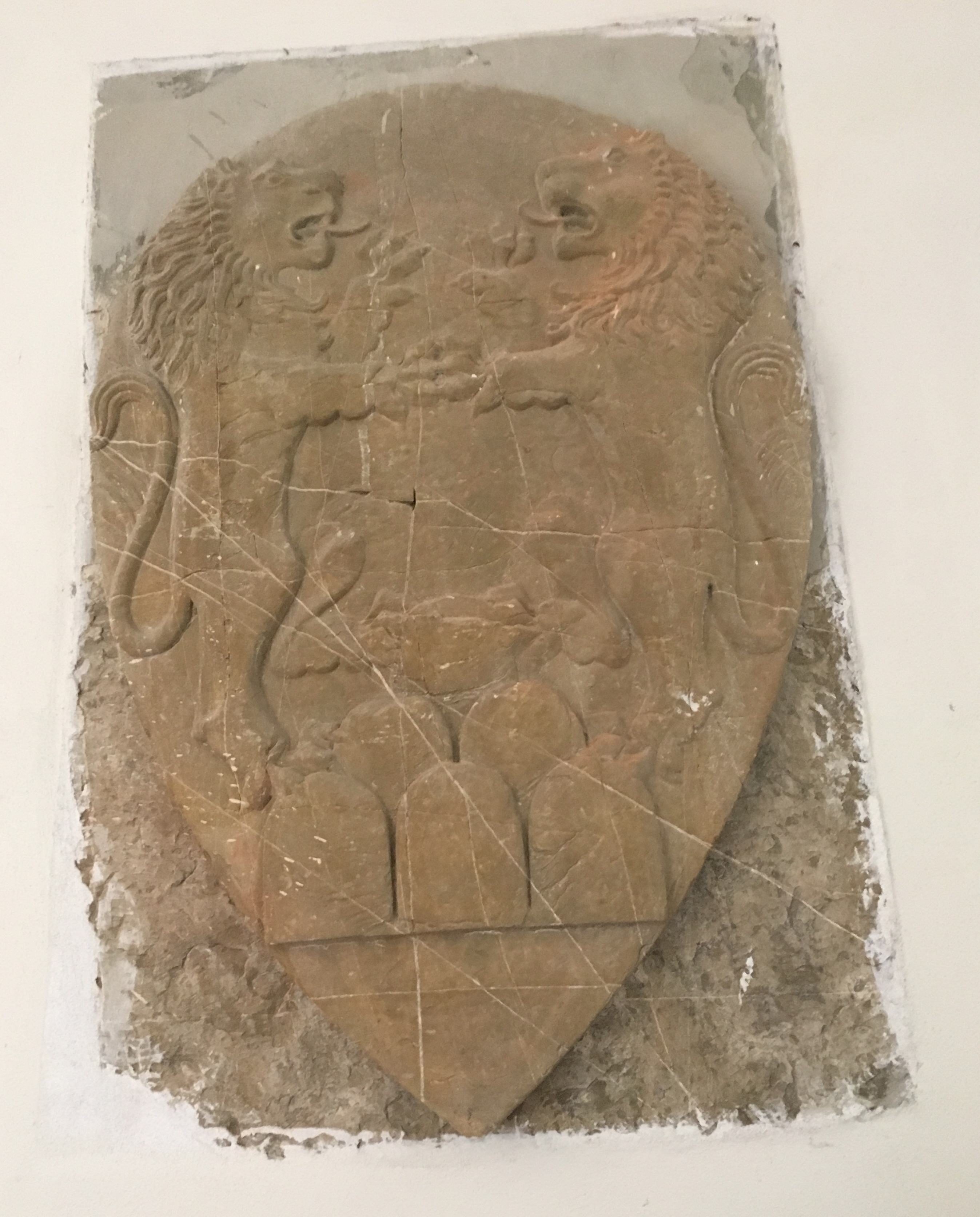
Stemma dei Benci del Sanna nel Monastero delle Murate
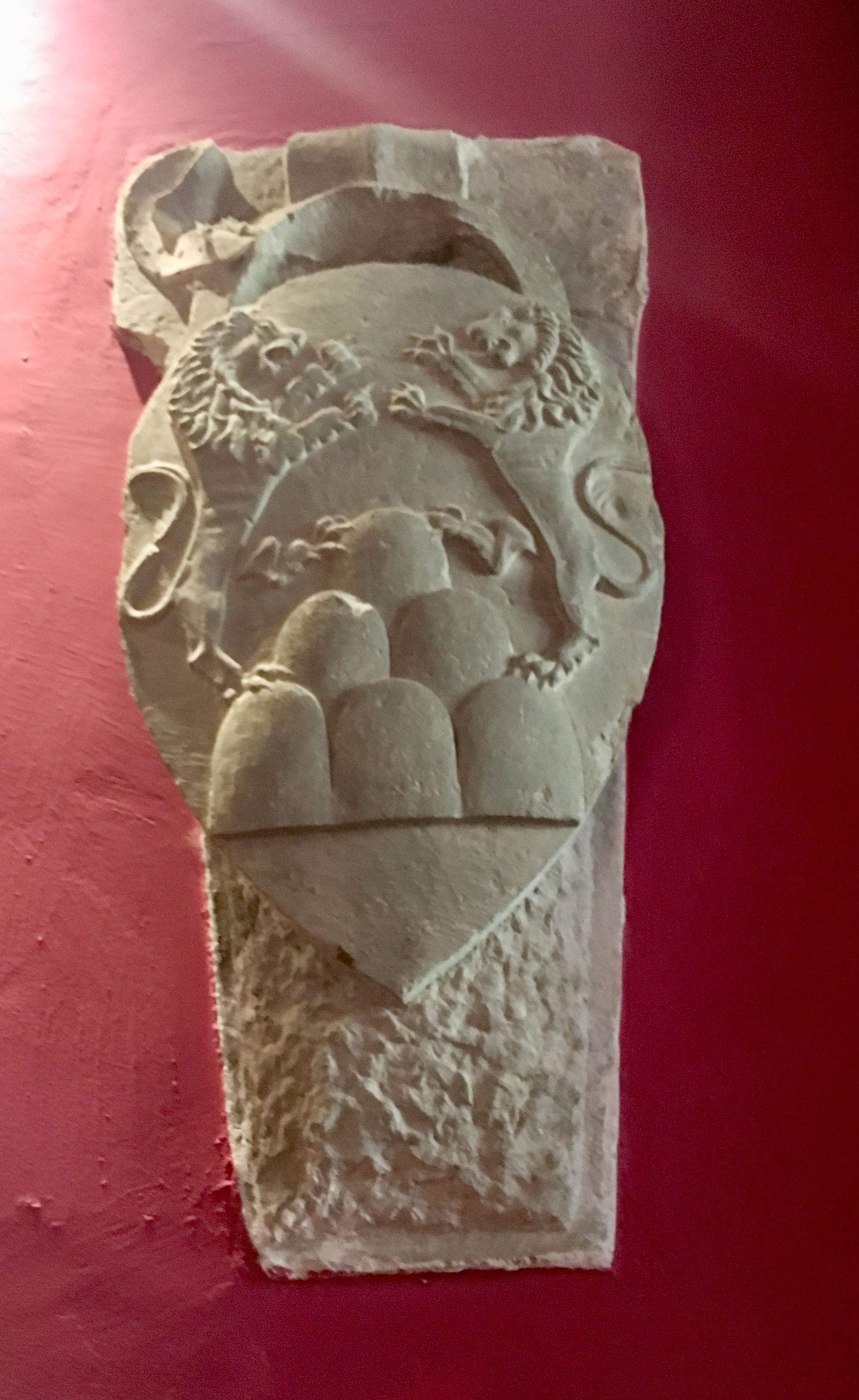
Stemma dei Benci del Sanna nel Monastero delle Murate

### Esplicazioni
1. ↑  In Ademollo, p. 421, lo stemma dei Benci Guernieri è così descritto:
«Due doppj rastri posti a sghembo in campo d'argento è il loro stemma.»
2. ↑  Infatti, in Ademollo, p. 421, lo stemma dei Benci Taddei è così descritto:
«Portarono lo scudo rosso colla testa di leone d'oro stampata in mezzo a tre stelle parimente d'oro.»
3. ↑  In Ademollo, p. 422, lo stemma dei Benci del Sanna di San Giovanni è così descritto:
«[...] due Leoni azzurri affrontati in campo d'oro e tenenti una rosa rossa di cinque foglie.»
4. ↑  In Ademollo, pag. 422, lo stemma dei Benci del Sanna di Santa Croce è così descritto:
«[…] ebbero due Leoni azzurri affrontati e rampanti sopra sei monti azzurri in oro»
5. ↑  Da Bambach, Manges, Stern, pp. 129-130, si viene a conoscenza di alcune informazioni in merito: "La scelta di questa famiglia fiorentina [i.e. Benci] come custodi della grande tavola [i.e. Adorazione dei Magi], che forse intendeva completare in seguito, è indice della familiarità e dell'amicizia che esisteva tra Leonardo e la famiglia Benci del Sanna, che erano tra i cittadini più importanti del quartiere Santa Croce. Erano anche clienti del padre di Leonardo, che era amministratore degli atti legali per Bartolomeo, Niccolò, Donato, Amerigo e Francesco - figli di Giovanni di Amerigo Benci (1394 – metà luglio 1455). Amerigo di Giovanni e suo fratello Francesco si stabilirono a Firenze nella parrocchia di San Jacopo fra' Fossi, nel Gonfalone del Lion Nero del quartiere di Santa Croce" […] "Nel 1469 e 1480 Giovanni abitava a Palazzo de' Benci [lett. "nelle due suddette case"] con i vari membri del suo entourage, cioè sua madre Monna Antonia di Lorenzo Cresci (1438 circa – 1484); suo fratello Carlo (nato nel 1458); sua sorella Ginevra (1457 – entro il 1521)". Tradotto in italiano dall'originale in inglese: 
«The choice of this Florentine family as caretakers of the great panel he perhaps intended to complete later is an indication of the familiarity and friendship that existed between Leonardo and the Benci del Sanna family, who where among the most important citizens of the Santa Croce quarter. […] they where also clients of Leonardo's father, who was trustee of legal documents for Bartolomeo, Niccolò, Donato, Amerigo, and Francesco – sons of Giovanni di Amerigo Benci (1394–mid-july 1455). […] Amerigo di Giovanni and his brother Francesco […] settled in Florence in the parish of San Jacopo fra' Fossi, in the Gonfalone Lion Nero of the Santa Croce quarter […] In 1469 and 1480 Giovanni was living in the two aforementioned houses with the various members of his entourage, that is, his mother Mona Antonia di Lorenzo Cresci (ca. 1438–1484); his brother Carlo (b.1458); his sister(s) Ginevra (1457–by 1521) […]»
6. ↑  In Ademollo, p. 422, lo stemma dei Benci di Cione è così descritto:
«Tennero per arme una rosa al naturale in campo d'argento.»

### Fonti
1. 1 2 3  Cantini, pp. 62-63.
2. 1 2 3 4 5   Famiglia BENCI (fasc. 538) [collegamento interrotto], su Archivio di Stato di Firenze. URL consultato il 29 marzo 2021.
3. 1 2 3 4 5 6 7 8 9  Ademollo, p. 421.
4. 1 2 3  Cantini, p. 53.
5. 1 2   Famiglia BENCI (fasc. 533) [collegamento interrotto], su Archivio di Stato di Firenze. URL consultato il 29 marzo 2021.
6. 1 2 3 4   Famiglia BENCI del POLLAIOLO (fasc. 536) [collegamento interrotto], su Archivio di Stato di Firenze. URL consultato il 29 marzo 2021.
7. 1 2 3   Famiglia BENCI (fasc. 532) [collegamento interrotto], su Archivio di Stato di Firenze. URL consultato il 29 marzo 2021.
8. 1 2   Famiglia BENCI (fasc. 535), su Archivio di Stato di Firenze. URL consultato il 29 marzo 2021.
9. ↑  Bambach, Manges, Stern, p. 129.
10. 1 2 3 4 5  Ademollo, p. 422.
11. 1 2   Famiglia BENCI (fasc. 534) [collegamento interrotto], su Archivio di Stato di Firenze. URL consultato il 29 marzo 2021.
12. ↑   Vittorio Spreti, Enciclopedia storico-nobiliare italiana, vol. II, Bologna, Arnaldo Forni, 1932,  p. 32.
13. 1 2 3 4  Cantini, pp. 57-58.